# The Road Goes Ever On
The Road Goes Ever On es un ciclo de canciones, preparadas para casar de manera armónica cuando se tocan seguidas, cuyas partituras fueron publicadas en forma de libro, y que también ha sido editado como álbum musical. La música está compuesta por Donald Swann, mientras que las letras de las canciones son poemas de J. R. R. Tolkien, parte de su legendarium sobre la Tierra Media. Esta obra toma su título de la primera de las canciones de la colección.

## Contenido musical y lírico
La mayoría de la música del ciclo está compuesta por Donald Swann, y recuerda la música tradicional inglesa o folk. La única excepción es la canción en quenya (una de las lenguas élficas construidas por Tolkien) titulada «Namárië», cuya música se basa en una melodía compuesta por el propio Tolkien y que tiene resonancias o afinidades con el canto gregoriano.
The Road Goes Ever On ha sido valorado también por personas no interesadas en la música, puesto que puede ayudar a los lectores de Tolkien a entender mejor las culturas de las diversas razas fantásticas presentes en la Tierra Media ya que, además de las partituras, el libro incluye una introducción que contiene información sobre el legendarium de Tolkien inédita hasta la publicación póstuma de El Silmarillion por su hijo Christopher; y a los lingüistas a mejor analizar la poesía de Tolkien. Contiene uno de los ejemplos más extensos de quenya maduro (la ya mencionada «Namárië»), y también la oración en sindarin titulada «A Elbereth Gilthoniel».

## Historia de la publicación del libro y las grabaciones
Donald Swann escribió la música para este ciclo de canciones con el permiso y el apoyo de J. R. R. Tolkien. De hecho, éste la revisó y aprobó, compuso por sí una de las melodías, decoró el libro de su puño y letra y agregó un glosario de términos élficos, material inédito en aquel momento. Swann compuso la música durante los dos últimos años de su gira con Michael Flanders titulada At the Drop of Another Hat. La primera edición del libro de partituras fue publicada en 1967. 
Se grabó por primera vez una interpretación de The Road Goes Ever On el 12 de junio de 1967, con el mismo Donald Swann al piano y William Elvin como cantante. Esta grabación fue editada el mismo 1967 por el sello Caedmon Records (catálogo TC 1231) bajo el título Poems & Songs of Middle Earth. La cara A del álbum consiste en cinco grabaciones de poemas tomados de Las aventuras de Tom Bombadil y otros poemas de El Libro Rojo leídos por el propio autor. La primera pista de la cara B también es de Tolkien recitando la oración élfica «A Elbereth Gilthoniel». El resto de la cara B contiene el ciclo de canciones interpretado por Swann y Elvin. La carátula del álbum incorpora un prólogo del poeta W. H. Auden, amigo personal de Tolkien. Este álbum está descatalogado desde hace muchos años y es sumamente difícil de encontrar.
En la segunda edición de The Road Goes Ever On, publicada en 1978, Swann añadió música para «Bilbo's Last Song», un poema de Tolkien que se publicó de forma independiente, como un póster.
En la tercera edición, publicada en 1993, Swann agregó música para «Lúthien Tinúviel», un poema de El Silmarillion sobre ese personaje, previamente publicada en The Songs of Donald Swann: Volume I. Esta tercera edición del libro de partituras se vendió empaquetada con un disco compacto que contiene la grabación del ciclo de canciones del LP de 1967, pero no las lecturas de Tolkien. Ese CD sí incluye a cambio grabaciones de las dos nuevas canciones. Esta tercera edición ha sido reimpresa en tapa dura por HarperCollins en 2002 (ISBN 0-00-713655-2); con el mismo texto y disco que la edición de 1993.
El 10 de junio de 1995, el ciclo de canciones fue interpretado en Róterdam, bajo los auspicios de la Sociedad Tolkien Holandesa, por el barítono Jan Krediet, con el coro de cámara EnSuite y Alexandra Swemer al piano. Se publicó un disco de este concierto, en edición limitada.

## Lista de canciones
La lista completa de canciones de esa obra, en sus diferentes ediciones, es la siguiente:

| Poems and Songs of Middle Earth (1967), cara A: declamaciones de poemas de Las aventuras de Tom Bombadil y otros poemas de El Libro Rojo, por el propio autor. |                                                        |          |  |
| N.º | Título                                                 | Duración |  |
| 1. | «The Adventures of Tom Bombadil» (LadTB n.º 1)         | 4:00     |  |
| 2. | «The Mewlips» (LadTB n.º 9)                            | 1:21     |  |
| 3. | «The Hoard» (LadTB n.º 14)                             | 3:25     |  |
| 4. | «Perry-the-Winkle» (LadTB n.º 8)                       | 4:26     |  |
| 5. | «The Man in the Moon Came Down Too Soon» (LadTB n.º 6) | 5:16     |  |

| Poems and Songs of Middle Earth (1967), cara B: ciclo de canciones (pistas 2 a 8), interpretado por William Elvin (voz) y Donald Swann (piano). |                                                                                    |          |  |
| N.º | Título                                                                             | Duración |  |
| 1. | «A Elbereth Gilthoniel» (ESdlA II/1, declamación de J. R. R. Tolkien)              | 0:14     |  |
| 2. | «The Road Goes Ever On» (ESdlA I/3)                                                | 1:00     |  |
| 3. | «Upon the Hearth the Fire is Red» (ESdlA I/3)                                      | 1:35     |  |
| 4. | «In the Willow Meads of Tasarinan» (ESdlA III/4)                                   | 2:35     |  |
| 5. | «In Western Lands» (ESdlA VI/1)                                                    | 2:15     |  |
| 6. | «Namárië» (ESdlA II/8)                                                             | 1:25     |  |
| 7. | «I Sit Beside the Fire / Refrain: A Elbereth Gilthoniel» (ESdlA II/3 y ESdlA II/1) | 3:38     |  |
| 8. | «Errantry» (LadTB n.º 3)                                                           | 3:43     |  |

| Canciones incorporadas en las ediciones de 1978 y 1993 (no forman parte del ciclo propiamente dicho) | |          |  |
| N.º                                                                                                  | Título                                                                                              | Duración |  |
| 9.                                                                                                   | «Bilbo's Last Song» (Incorporada en la segunda edición. Entregada a Swann en el funeral de Tolkien) |          |  |
| 10.                                                                                                  | «Lúthien Tinúviel» (Incorporada en la tercera edición. ES 19)                                       |          |  |